# Cadillac BLS
Cadillac BLS er den mindste personbil fra amerikanske Cadillac, som markedsføres i Europa. 
Den er baseret på platformen fra Saab 9-3, som den også deler motor og meget andet med.
Motorerne er en 4-cylindret 2,0 liter benzinmotor i versioner med 175 og 209 hk eller en 6-cylindret 2,8 liter benzinmotor med 256 hk. Derudover findes der en 4-cylindret 1,9 liter dieselmotor i versioner med 150 og 180 hk.
- Cadillac BLS
- Cadillac BLS
- Cadillac BLS Wagon
- Cadillac BLS Wagon

## Tekniske specifikationer
| Model                        | Konfiguration                | Slagvolume                   | Effekt / omdr.               | Moment / omdr.               | 0-100 km/t                   | Topfart                      |
| BLS-modeller med benzinmotor | BLS-modeller med benzinmotor | BLS-modeller med benzinmotor | BLS-modeller med benzinmotor | BLS-modeller med benzinmotor | BLS-modeller med benzinmotor | BLS-modeller med benzinmotor |
| ---------------------------- | ---------------------------- | ---------------------------- | ---------------------------- | ---------------------------- | ---------------------------- | ---------------------------- |
| 2.0 T                        | 4 cylindre i række - 16V     | 2 L (1998 cm³)               | 129 kW (175 hk) / 5500       | 265 Nm / 2500                | 8,7 sek.                     | 220 km/t                     |
| 2.0 T                        | 4 cylindre i række - 16V     | 2 L (1998 cm³)               | 154 kW (209 hk) / 5500       | 300 Nm / 2000                | 7,9 sek.                     | 235 km/t                     |
| 2.8 T                        | 6 cylindre i V-form – 24V    | 2,8 L (2792 cm³)             | 188 kW (255 hk) / 5500       | 365 Nm / 1800                | 6,9 sek.                     | 250 km/t                     |
| BLS-modeller med dieselmotor |                              |                              |                              |                              |                              |                              |
| 1.9 D                        | 4 cylindre i række – 16V     | 1,9 L (1910 cm³)             | 110 kW (149 hk) / 4000       | 320 Nm / 2000                | 9,8 sek.                     | 210 km/t                     |
| 1.9 D                        | 4 cylindre i række – 16V     | 1,9 L (1910 cm³)             | 132 kW (179 hk) / 4000       | 400 Nm / 1850 − 2750         | 8,5 sek.                     | 225 km/t                     |